# Symmachus der Ebionit
Symmachus der Ebionit (spätes 2. Jahrhundert) war der Autor einer der griechischen Versionen des Alten Testaments, welche von Origenes neben anderen Übersetzungen, u. a. der Septuaginta, in die Hexapla und die Tetrapla aufgenommen wurden. Einige Fragmente von Symmachus’ Version, die in den Resten der Hexapla erhalten geblieben sind, ließen Forscher die Reinheit und idiomatische Eleganz von Symmachus’ Griechisch betonen, von der sich Hieronymus beeindrucken ließ, als er die Bibel auf Latein übersetzte (Vulgata).
Die Ebioniten waren Juden, vor allem in Palästina, Syrien und Kappadokien, die Jesus als Messias angenommen hatten. Sie lehnten aber die jungfräuliche Geburt und andere Dogmen ab, welche das paulinische Christentum in wachsendem Maße bestimmte. Die Ebioniten wurden daher als Häretiker verurteilt.
Symmachus schrieb auch nicht erhaltene Kommentare, in denen das Evangelium nach Matthäus angegriffen wird. Origenes stellt fest, dass er diesen und weitere von Symmachus’ Kommentaren von einer gewissen Juliana erhielt, die sie, wie er sagt, von Symmachus selbst bekommen habe (Eusebius von Caesarea, Historia Ecclesiae. VI: xvii). Palladius (Historia Laus lxiv) fand in einem „sehr alten“ Manuskript die von Origenes stammende Notiz: „Dieses Buch fand ich im Haus der Juliana, der Jungfrau aus Caesarea (in Kappadokien), als ich mich dort versteckte; sie sagte, sie habe es von dem jüdischen Übersetzer Symmachus selbst erhalten.“ Origenes’ Aufenthalt bei Juliana datiert vermutlich aus den Jahren 238–241, aber Symmachus’ Version der Schriften war Origenes bereits bekannt, als er seine ersten Kommentare schrieb (um 228). Epiphanius von Salamis stellt wenig zuverlässig fest, Symmachus sei ein Samaritaner gewesen, der sich mit seinen eigenen Leuten, die zum Judentum konvertiert seien, überworfen habe.
Nach vielen Autoren, die von Symmachus sprechen, muss er ein wichtiger Mann bei den Ebioniten gewesen sein, zumal „Symmachianer“ ein Begriff blieb, der von Orthodoxen noch im 4. Jahrhundert für die Nazarener und Ebioniten benutzt wurde, wie vom Pseudo-Ambrosius (im „Ambrosiaster“, dem Prolog zum Galaterbrief) und von Augustinus von Hippo in seinen Schriften gegen die Häretiker beschrieben wird.